# Messa di voce
El messa di voce (en español: colocar la voz) es un aspecto de la técnica vocal del bel canto que consiste en cantar una nota musical con una dinámica de pianissimo para lentamente abrirla y hacerla más poderosa hasta un forte y luego reducirla hasta pianissimo como al principio.
La soprano Montserrat Caballé era famosa por utilizar esta técnica. En la actualidad se destaca la mezzosoprano italiana Cecilia Bartoli.